# Dawn (Eloy)
Dawn è il quinto album del gruppo di rock progressivo tedesco Eloy, pubblicato nel 1976.

## Il disco
Dawn fu il primo album pubblicato dagli Eloy del "secondo periodo", ovvero dopo il temporaneo scioglimento del gruppo nel 1975 e la successiva costituzione di una formazione completamente nuova da parte del fondatore Frank Bornemann. L'album rappresentò un punto di svolta fondamentale nella storia degli Eloy e l'inizio del periodo di maggior successo del gruppo, culminato nel successivo Ocean.

## Tracce

### Edizione originale
1. Awakening (2:38)
2. Between the Times (1:50)
3. Memory Flash (1:55)
4. Appearance of The Voice (1:12)
5. Return of The Voice (1:08)
6. The Sun Song (4:55)
7. The Dance in Doubt and Fear (4:27)
8. Lost!?? (Introduction) (5:15)
9. Lost?? (The Decision) (5:51)
10. The Midnight Fight/The Victory of Mental Force (7:18)
11. Gliding into Light and Knowledge/The Dawn (11:04)

### Edizione rimasterizzata del 2004
1. Awakening (2:39)
2. Between The Times (6:07)
  1. Between The Times
  2. Memory Flash
  3. Appearance of The Voice
  4. Return of The Voice
3. The Sun-Song (4:24)
4. The Dance in Doubt and Fear (4:28)
5. Lost!? (Introduction) (5:20)
6. Lost?? (The Decision) (5:01)
7. The Midnight Fight/The Victory of Mental Force (8:07)
8. Gliding into Light and Knowledge (4:16)
9. Le Réveil Du Soleil / The Dawn (6:48)

## Formazione
- Frank Bornemann - voce e chitarra
- Jürgen Rosenthal - batteria e autore dei testi
- Detlev Schmidtchen - tastiere
- Klaus-Peter Matziol - basso